# Ethiopian Women's Philantrophic Association
Ethiopian Women's Philantrophic Association eller Ethiophian Women's Humanitarian Society, var en kvinnoorganisation i Etiopien, grundad 1935. 
Det var Etiopiens första kvinnoförening och humanitära kvinnoförening. Föreningen grundades en grupp överklasskvinnor under ledning av kejsarinnan Menen Asfaw och prinsessan Tsahai Worq (Tsehai Haile Selassie), som var ordförande. Det var i huvudsak en välgörenhetsförening inriktad på humanitärt arbete. 
Det blev den första nationella kvinnoföreningen i Etiopien. Före och under kriget var föreningen med och förberedde sjukvårdsförnödenheter, gasmasker och förband åt militären. 